# 第十三季超級籃球聯賽季後賽
第十三季超級籃球聯賽季後賽，季後賽採新賽制取前6隊晉級，第3至第6名球隊依排名先進行5戰3勝制的交叉對戰（第3、4名先享有1勝的優勢｝，勝出的2隊在與前2名球隊進行四強賽。

## 晉級型式圖
|  | 第一輪 | 第一輪   | 第一輪 |  |  | 第二輪 | 第二輪   | 第二輪 |  |  | 冠軍賽 | 冠軍賽   | 冠軍賽 |
|  |        |          |        |  |  |        |          |        |  |  |        |          |        |
|  |        |          |        |  |  | 1      | 璞園建築 | 4      |  |  |        |          |        |
|  | 4      | 新北裕隆 | 1      |  |  | 5      | 富邦勇士 | 2      |  |  |        |          |        |
|  | 5      | 富邦勇士 | 3      |  |  |        |          |        |  |  | 1      | 璞園建築 | 2      |
|  |        |          |        |  |  |        |          |        |  |  | 2      | 台灣啤酒 | 4      |
|  |        |          |        |  |  | 2      | 台灣啤酒 | 4      |  |  |        |          |        |
|  | 3      | 臺北達欣 | 3      |  |  | 3      | 臺北達欣 | 1      |  |  |        |          |        |
|  | 6      | 臺灣銀行 | 0      |  |  |        |          |        |  |  |        |          |        |

## 季後賽第一輪
Game 1
| 3月26日 17:00 |

| 賽後數據 |

| 裕隆納智捷 67–78 富邦勇士                         |  |                                                             |
| 得分： 呂政儒 16 篮板： 李德威 10 助攻： 呂政儒 5 |  | 得分： Earl Barron 24 篮板： Earl Barron 24 助攻： 林書緯 6 |

| 3月26日 19:00 |

| 賽後數據 |

| 台北達欣 83–72 台灣銀行                                |  |                                                             |
| 得分： 林冠綸 25 篮板： Bryan Davis 21 助攻： 張智峰 5 |  | 得分： Luke Nevill 22 篮板： Luke Nevill 16 助攻： 李維哲 5 |

Game 2
| 3月27日 17:00 |

| 賽後數據 |

| 富邦勇士 77–61 裕隆納智捷                                   |  |                                                   |
| 得分： Earl Barron 31 篮板： Earl Barron 15 助攻： 林書緯 8 |  | 得分： 李德威 14 篮板： 李德威 13 助攻： 陳志忠 4 |

| 3月27日 19:00 |

| 賽後數據 |

| 台灣銀行 90–94 台北達欣                                     |  |                                                                     |
| 得分： Luke Nevill 37 篮板： Luke Nevill 15 助攻： 成力煥 4 |  | 得分： 周儀翔 28 篮板： Bryan Davis 14 助攻： Bryan Davis, 周儀翔 3 |

Game 3
| 3月29日 19:00 |

| 賽後數據 |

| 裕隆納智捷 84–92 富邦勇士                        |  |                                                             |
| 得分： 周士淵 21 篮板： 周柏臣 9 助攻： 李德威 4 |  | 得分： Earl Barron 34 篮板： Earl Barron 24 助攻： 林書緯 9 |

## 季後賽第二輪
Game 1
| 4月2日 17:00 |

| 賽後數據 |

| 璞園建築 68–76 富邦勇士                                        |  |                                                             |
| 每節分數： 26–14、12–17、20–23、10–22                          |  |                                                             |
| 得分： Darian Townes, 蔡文誠 18 篮板： 蔡文誠 13 助攻： 簡浩 3 |  | 得分： Earl Barron 22 篮板： Earl Barron 18 助攻： 林書緯 9 |

| 4月2日 19:00 |

| 賽後數據 |

| 台灣啤酒 95–90 台北達欣（OT）                                                   |  |                                                                |
| 每節分數： 21–17、20–18、19–14、18–29、： 17–12                                 |  |                                                                |
| 得分： Patrick O'Bryant 28 篮板： Patrick O'Bryant 19 助攻： Patrick O'Bryant 5 |  | 得分： 周儀翔 27 篮板： Bryan Davis 12 助攻： 張智峰, 林冠綸 3 |

Game 2
| 4月3日 17:00 |

| 賽後數據 |

| 富邦勇士 72–92 璞園建築                                          |  |                                                          |
| 每節分數： 12–16、23–21、17–29、20–26                            |  |                                                          |
| 得分： Earl Barron 19 篮板： Earl Barron 12 助攻： Earl Barron 5 |  | 得分： 蔡文誠 26 篮板： Darian Townes 11 助攻： 彭俊諺 4 |

| 4月3日 19:00 |

| 賽後數據 |

| 台北達欣 69–80 台灣啤酒                                     |  |                                                           |
| 每節分數： 20–17、15–13、18–27、16–23                       |  |                                                           |
| 得分： Bryan Davis 27 篮板： Bryan Davis 16 助攻： 林冠綸 3 |  | 得分： 劉錚 28 篮板： Patrick O'Bryant 20 助攻： 張容軒 3 |

Game 3
| 4月5日 18:00 |

| 賽後數據 |

| 璞園建築 82–69 富邦勇士                                |  |                                                             |
| 每節分數： 23–18、21–16、25–14、13–21                  |  |                                                             |
| 得分： 簡浩 17 篮板： Darian Townes 16 助攻： 林金榜 4 |  | 得分： Earl Barron 18 篮板： Earl Barron 16 助攻： 林書緯 8 |

| 4月5日 20:00 |

| 賽後數據 |

| 台灣啤酒 94–75 台北達欣                                                       |  |                                                  |
| 每節分數： 29–9、18–22、31–31、16–13                                          |  |                                                  |
| 得分： Patrick O'Bryant 34 篮板： Patrick O'Bryant 14 助攻： 蔣淯安, 周伯勳 5 |  | 得分： 岳瀛立 14 篮板： 施顏宗 7 助攻： 周儀翔 4 |

Game 4
| 4月7日 18:00 |

| 賽後數據 |

| 富邦勇士 86–81 璞園建築（OT）                               |  |                                                                 |
| 每節分數： 18–22、20–22、23–16、13–14、： 12–7              |  |                                                                 |
| 得分： Earl Barron 34 篮板： Earl Barron 22 助攻： 林書緯 9 |  | 得分： Darian Townes 24 篮板： Darian Townes 16 助攻： 蔡文誠 5 |

| 4月7日 20:00 |

| 賽後數據 |

| 台北達欣 90–84 台灣啤酒                                                  |  |                                                                     |
| 每節分數： 21–21、25–23、20–25、24–15                                    |  |                                                                     |
| 得分： Bryan Davis 22 篮板： Bryan Davis 11 助攻： Bryan Davis, 林宜輝 3 |  | 得分： Patrick O'Bryant 26 篮板： Patrick O'Bryant 11 助攻： 劉錚 6 |

Game 5
| 4月9日 17:00 |

| 賽後數據 |

| 璞園建築 86–76 富邦勇士                                |  |                                                             |
| 每節分數： 18–19、24–14、28–20、16–23                  |  |                                                             |
| 得分： 簡浩 22 篮板： Darian Townes 11 助攻： 葛記豪 4 |  | 得分： Earl Barron 27 篮板： Earl Barron 18 助攻： 吳永仁 3 |

| 4月9日 17:00 |

| 賽後數據 |

| 台灣啤酒 84–63 台北達欣                                                     |  |                                                                                  |
| 每節分數： 15–10、15–23、25–18、29–12                                       |  |                                                                                  |
| 得分： Patrick O'Bryant 30 篮板： Patrick O'Bryant 15 助攻： 劉錚, 蔣淯安 4 |  | 得分： Bryan Davis 22 篮板： Bryan Davis 16 助攻： 周儀翔, Bryan Davis, 林冠綸 2 |

Game 6
| 4月10日 18:00 |

| 賽後數據 |

| 富邦勇士 64–77 璞園建築                                                       |  |                                                          |
| 每節分數： 12–15、19–19、15–25、18–18                                         |  |                                                          |
| 得分： Earl Barron 26 篮板： Earl Barron 14 助攻： Earl Barron, Earl Barron 4 |  | 得分： 蔡文誠 16 篮板： Darian Townes 17 助攻： 蔡文誠 6 |